# 1553 en arts plastiques
| Années des arts plastiques : 1550 - 1551 - 1552 - 1553 - 1554 - 1555 - 1556    |
| Décennies des arts plastiques : 1520 - 1530 - 1540 - 1550 - 1560 - 1570 - 1580 |

Cette page concerne l'année 1553 en arts plastiques.

## Naissances
- 24 février : Cherubino Alberti, peintre, graveur sur cuivre et ingénieur militaire italien († 18 octobre 1615),
- 4 mars : Giovanni Battista Bassano, peintre maniériste italien  († 9 mars 1613),
- ? :
  - Ambrogio Figino, peintre maniériste italien († 11 octobre 1608),
  - Gortzius Geldorp, peintre d’histoire et portraitiste flamand († entre 1616 et 1619),
  - Ridolfo Sirigatti, sculpteur et peintre italien († 1608),
  - Juan Pantoja de la Cruz, peintre espagnol († 26 octobre 1608),
  - Hieronymus Wierix, graveur flamand († 1619),
- Vers 1553 :
- Cristobal Llorens, peintre espagnol († 1617).

## Décès
- 16 octobre : Lucas Cranach l'Ancien, peintre et graveur allemand (° 4 octobre 1472).
- 19 octobre : Bonifazio Veronese, peintre italien (° 1487),
- ? :
  - Cornelis Anthonisz, cartographe, peintre et graveur néerlandais (° vers 1505),
  - Adriaen Pietersz Crabeth, peintre de vitraux néerlandais (° 1510),

- Vers 1553 :
- Domenico Alfani, peintre italien de l'école ombrienne (° vers 1480).